# 盧吉 (羅日尼亞季夫區)
48°50′27″N 24°1′45″E / 48.84083°N 24.02917°E
盧吉（烏克蘭語：Луги），是烏克蘭西部的村莊，隸屬伊萬諾-弗蘭科夫斯克州的卡盧什區。該村始建於1848年，面積55.8平方公里，2001年人口838。